# آنر ۳۰
آنر ۳۰ (انگلیسی: Honor 30) یک تلفن هوشمند مبتنی بر اندروید است که هواوی آن را با برند آنر تولید و روانه بازار می‌کند. این گوشی جانشین مدل آنر ۲۰ است. آنر در ۱۵ آوریل ۲۰۲۰ از سه مدل آنر ۳۰، آنر ۳۰ پرو و آنر ۳۰ پرو پلاس رونمایی کرد. همه این گوشی‌ها فناوری ۵جی را پشتیبانی می‌کنند. آنر ۳۰ از چیپست کایرین ۹۸۵ بهره می‌برد در حالی که دو مدل دیگر چیپست کایرین ۹۹۰ را دارند.
این گوشی با اندروید ۱۰ و رابط کاربری مجیک یوآی ۳ عرضه می‌شود، که از خدمات گوگل پلی پشتیبانی نمی‌کند.